# Manual de las aves de Australia, Nueva Zelanda y la Antártida
El Manual de las aves de Australia, Nueva Zelanda y la Antártida, EMANA (Handbook of Australian, New Zealand and Antarctic Birds, HANZAB, en inglés), es una colección literaria para la referencia científica preeminente en aves de la región, que incluye Australia, Nueva Zelanda, la Antártida, el océano circundante y las islas subantárticas. Se trata de recopilar todo lo que se sabe acerca de cada una de las 957 especies registradas en esas regiones.
HANZAB es el mayor proyecto emprendido por la Real Unión de Ornitólogos de Australasia (RAOU), también conocido como Birds Australia. Fue preparado durante más de 20 años por equipos escritores editores y artistas a tiempo completo y parcial, y publicado por Oxford University Press en siete volúmenes entre 1990 y 2006 (volúmenes 1 y 7 cada uno en dos partes).

## Contenido de los volúmenes
1. Ratites to Ducks - Aves corredoras a patos (en dos partes) (1990)
2. Raptors to Lapwings - Rapaces a avefrías (1993)
3. Snipe to Pigeons - Agachadizas a palomas (1996)
4. Parrots to Dollarbird - Loros a carracas (1999)
5. Tyrant-flycatchers to Chats - Tiránidos a petirrojos (2001)
6. Pardalotes to Shrike-thrushes - Pardalótidos a picanzos (2002)
7. Boatbill to Starlings - Picos de bota a estúrnidos (2006, en dos partes)